# Puig de Rocaquirol
El Puig de Rocaquirol és una muntanya de 882 metres que es troba al municipi de Camprodon, a la comarca catalana del Ripollès.